# Ladomedaeus fungillus
Ladomedaeus fungillus is een krabbensoort uit de familie van de Xanthidae. De wetenschappelijke naam van de soort is voor het eerst geldig gepubliceerd in 2007 door Manuel-Santos & Ng.